# Asim Šehić
Asim Šehić (Kalesija, Bosna i Hercegovina, 16. lipnja 1981.) je bosanskohercegovački nogometni trener i bivši nogometaš, koji je igrao na poziciji napadača.

## Klupska karijera
Bio je najbolji strijelac NK Pule sezone 2003./04., kad je izborila ulazak u Prvu HNL, te je također za Istru postigao najviše prvoligaških pogodaka (31). U zimskom prijelaznom roku sezonu 2005./06., Miroslav Ćiro Blažević ga dovodi u švicarski Neuchâtel Xamax. Za Xamax je u 24 nastupa postigao 4 pogodaka, prije nego što je sezone 2007./08. prešao u Slaven Belupo. U prosincu 2008. vraća se u Istru 1961 gdje je ostao do srpnja 2011. kada raskida ugovor s klubom.

## Reprezentativna karijera
Šehić je četiri puta nastupio za Hrvatsku reprezentaciju do 20 godina i pritom zabio dva gola, te je upisao jedan nastup za seniorsku reprezentaciju Bosne i Hercegovine, u prijateljskoj utakmici protiv Francuske.

## Trenerska karijera
Nakon otkaza Igoru Pamiću, sportski direktor Robert Rubčić je postao novi (privremeni) trener NK Istre 1961. Šehić je postao potom pomoćni trener u Istri, a Boško Boškovič trener vratara.

## Vanjske poveznice
- HNL statistika
- Asim Šehić  Arhivirana inačica izvorne stranice od 21. rujna 2008. (Wayback Machine)